# Limbodessus capeensis
Limbodessus capeensis là một loài bọ cánh cứng trong họ Bọ nước. Loài này được Watts & Leys miêu tả khoa học năm 2005.